# چیخه (استان وارمی-ماسوری)
چیخه (به لهستانی:  Cichy) یک روستا در لهستان است که در گمینا شوینتاینو (شهرستان اولتسکو) واقع شده‌است.